# Euryclytosemia
Euryclytosemia is een kevergeslacht uit de familie van de boktorren (Cerambycidae). De wetenschappelijke naam van het geslacht werd voor het eerst geldig gepubliceerd in 1963 door Hayashi.

## Soorten
Euryclytosemia is monotypisch en omvat slechts de volgende soort:
- Euryclytosemia nomurai Hayashi, 1963